# SU Andromedae
SU Andromedae eller HD 225217, är en ensam stjärna belägen i den mellersta delen av stjärnbilden Andromeda. Den har en högsta skenbar magnitud av ca 8,0 och kräver en handkikare eller ett mindre teleskop för att kunna observeras. Baserat på parallax enligt Gaia Data Release 2 på ca 0,698 mas beräknas den befinna sig på ett avstånd av ca 4 700 ljusår (ca 1 430 parsec) från solen. Den rör sig närmare solen med en heliocentrisk radialhastighet av ca -6 km/s.

## Observation
Thomas Espin noterade den möjliga variabiliteten hos denna stjärna år 1895. Williamina Fleming undersökte år 1906 fotografiska plåtar tagna i syfte att skapa Henry Draperkatalogen när hon självständigt upptäckte och bekräftade att den var en variabel stjärna.

## Egenskaper

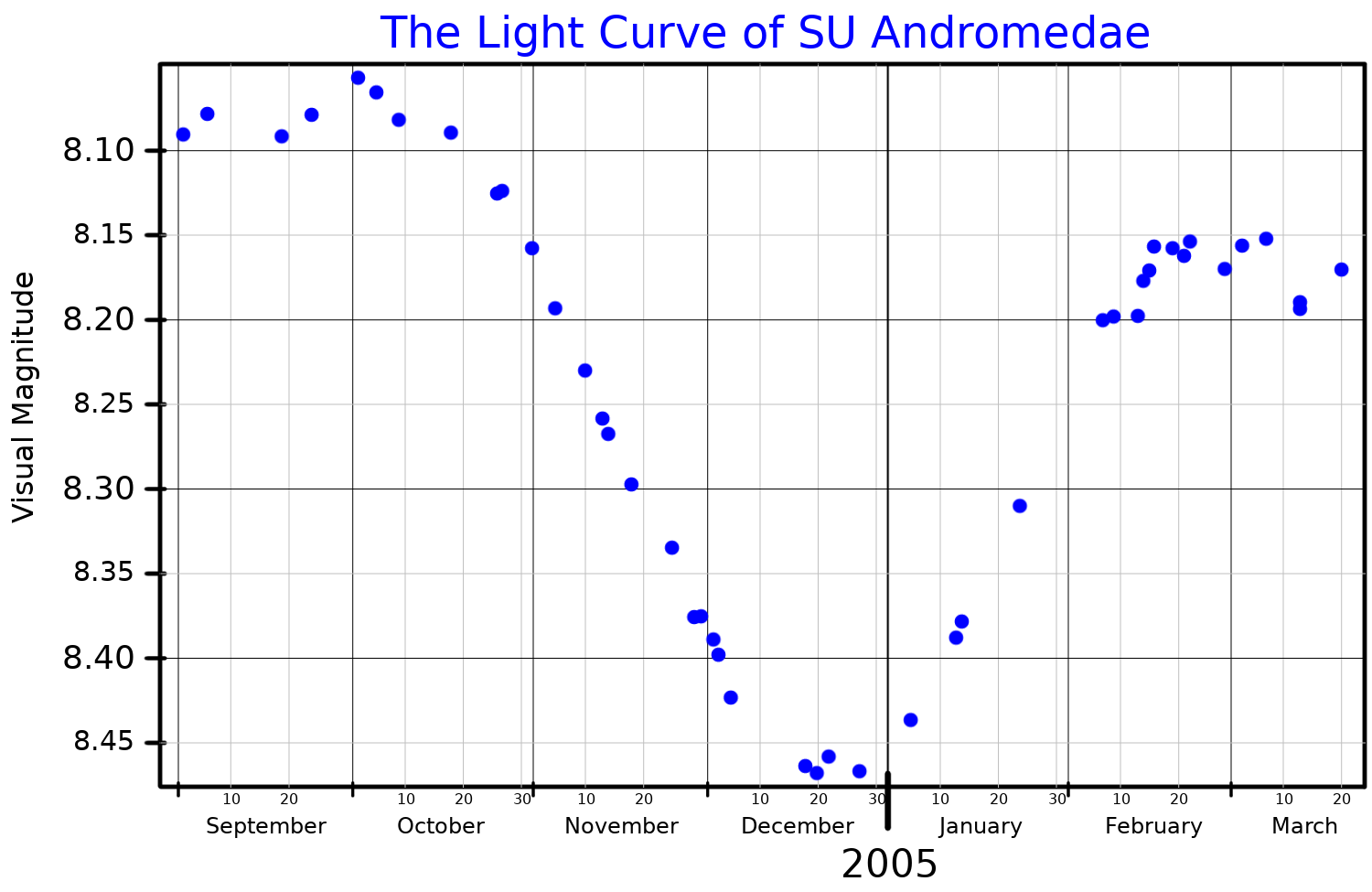
Ljuskurva i visuella bandet för SU Andromedae anpassad från Miles (2010).

Primärstjärnan SU Andromedae är en kolstjärna. Den en variabel stjärna som klassificeras som en långsamt oregelbunden pulserande superjätte, och varierar från en skenbar visuell magnitud på 8,5 vid minimal ljusstyrka till en magnitud på 8,0 vid maximal ljusstyrka utan tydlig period.
Spektrumet för SU Andromedae domineras av Swanband från molekylen C2. Dessa stjärnor klassificerades som typ N enligt Harvardsystemet, stjärnor med det blå kontinuumet helt dolt av molekylära absorptionsband. Kolstjärnors spektraltyper förfinades senare i Morgan-Keenan-systemet och SU Andromedae klassificerades vanligtvis som C64, vilket anger en ganska sval kolstjärna och suffixet 4 visar svag Swanbandintensitet.
Enligt det moderna reviderade Morgan-Keenan-systemet klassificeras SU Andromedae som C-N5 C26-. C-N-spektraltypen är till för att utskilja de stjärnor från C-R-typen där det blå kontinuumet inte är helt dolt av absorptionsband. En klassificering baserad på det infraröda spektrumet är C5 II, återigen en måttligt sval kolstjärna med en luminositetsklass II för en ljusstark jätte.

## Följeslagare
SU Andromedae ligger 22 bågsekunder från en stjärna av skenbar magnitud 12,77, troligen en huvudseriestjärna av spektralklass F0. Denna stjärna har en Gaia Data Release 2-parallax på 0,7479 ± 0,0905 och en absolut magnitud på cirka +2,4. Den har en nästan identisk egenrörelse som SU Andromedae och antas vara en avlägsen följeslagare. Baserat på detta antagande beräknas den absoluta magnituden för SU Andromedae till cirka −2,2. Stjärnan har en radie av ca 1,95 solradie och utsänder energi från dess fotosfär motsvarande ca 9,8 gånger solen vid en effektiv temperatur av ca 7 300 K.